# Pipe (automerk)

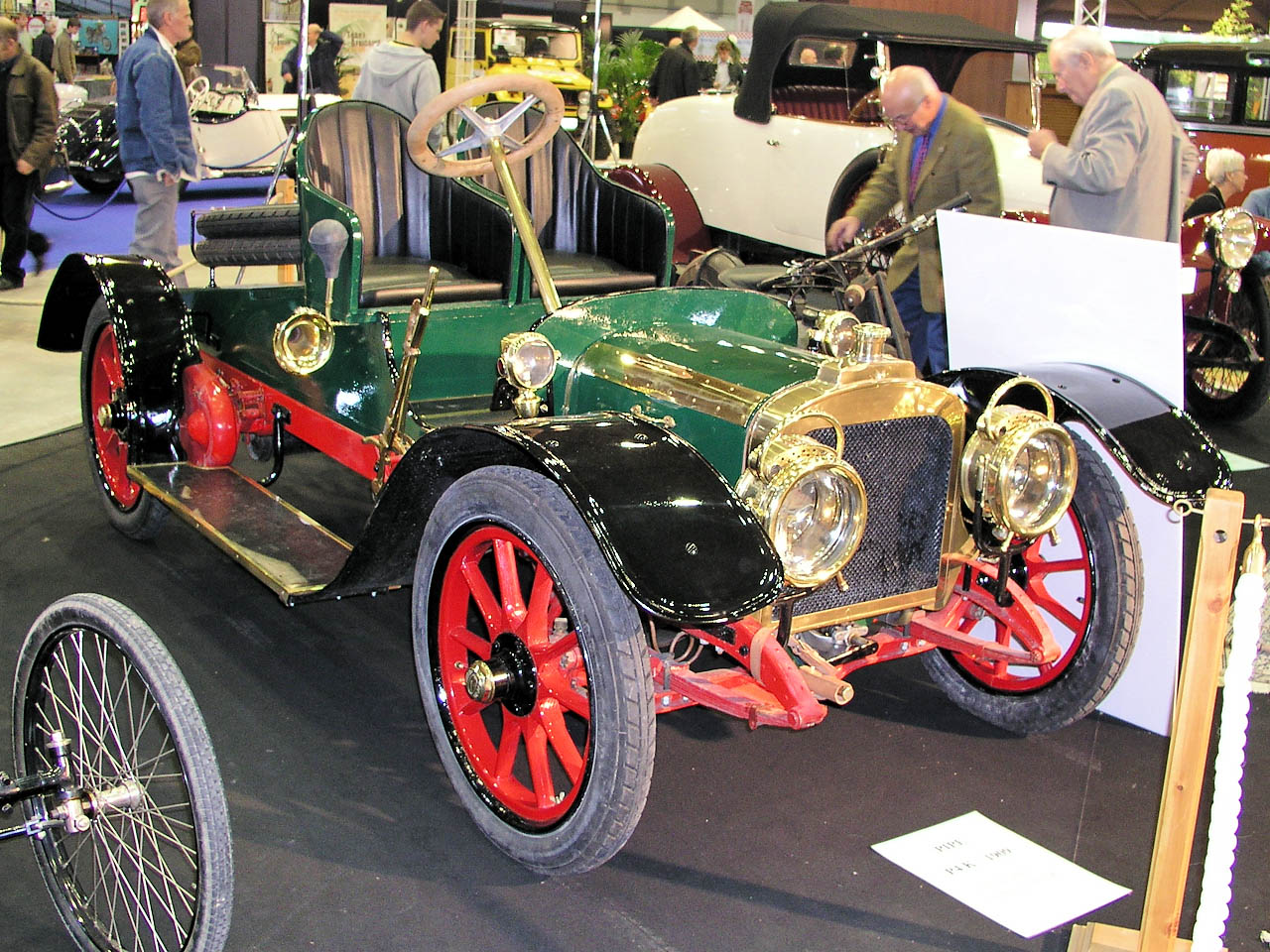
Pipe P4K uit 1909

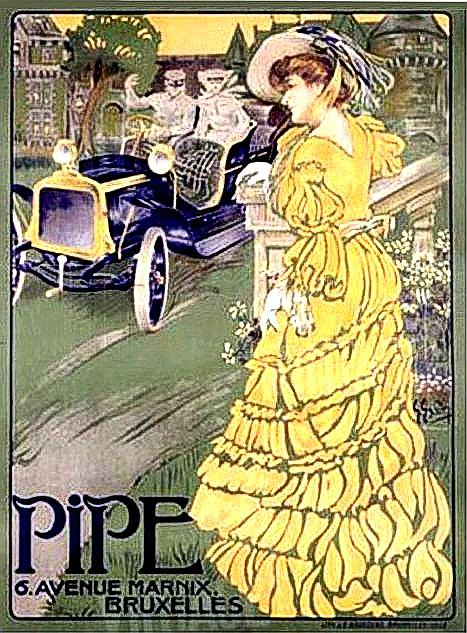
Affiche van Pipe.

Pipe was een autofabrikant gevestigd in Brussel. Het bedrijf, ook bekend als Compagnie Belge de Construction Automobiles, produceerde personenauto's en vanaf 1905 ook vrachtauto's. In 1903 werd het bedrijf omgedoopt in Usine Pipe S.A.. Het was actief tot 1931 toen het werd overgenomen door Brossel.
Het bedrijf werd opgericht door de gebroeders Alfred en Victor Goldschmidt die in 1898 met de fabricage van auto's begonnen. De oorsprong van de naam Pipe is onbekend. De eerste auto onder deze naam werd in 1900 in Brussel gepresenteerd. Hij was identiek aan de auto's van Panhard et Levassor, en had een tweecilindermotor. Om de bekendheid van het merk te vergroten nam Pipe deel aan racewedstrijden in - en buiten België. In 1902 werd de sportwagen Pipe 15 CV met viercilindermotor gebouwd. Dit model deed onder andere mee aan de race van Parijs naar Berlijn. Pipe bouwde ook auto's met krachtiger motoren, zoals de Pipe 90 CV (1903) en de Pipe 60 CV (1904), die een viercilinder-motor had met een cilinderinhoud van 13,5 liter.
Pipe kreeg een goede naam vanwege zijn vooruitstrevende constructie en goede kwaliteit. Het bedrijf opende agentschappen te Parijs, Londen, Wenen, Moskou en Riga, en liet een nieuwe fabriek bouwen tussen Brussel en Bergen. Vanaf 1905 werden hun modellen tevens onder licentie geassembleerd door NSU, en in datzelfde jaar werd begonnen met de productie van vrachtauto's, die voorzien waren van schokbrekers. Pipe wist het aanvankelijke succes echter niet vol te houden. Op 7 mei 1907 kwam Otto Pfänder, de technisch directeur van Pipe, tijdens een testrit voor de Kaiserpreis om het leven bij Esch. De productie van auto's, die in 1907 met 300 stuks juist een hoogtepunt had bereikt, werd opgeschort. Tot 1910 werden alleen enkele motoren voor luchtschepen en vliegtuigen gebouwd.
In 1910 presenteerde Pipe op de autotentoonstelling van Parijs twee nieuwe modellen: een model met een motor van 80 PK en een model met een 12 PK motor. Dit laatste model kon ook met cardanasaandrijving worden geleverd, in plaats van de destijds gangbare kettingaandrijving. Tot de Eerste Wereldoorlog bouwde Pipe tamelijk conventionele modellen, voorzien van zijklepmotoren, al werd in 1912 nog wel een racewagen gepresenteerd met een motorvermogen van 175 PK, zes kleppen per cilinder, en een topsnelheid van 200km/u.
Tijdens de Eerste Wereldoorlog werd de fabriek van Pipe geheel verwoest. Na de oorlog werd de fabriek weer opgebouwd, maar het duurde tot 1921 voor twee nieuwe personenauto's konden worden gepresenteerd op de Autosalon in Brussel. Deze modellen beschikten over een drieliter, respectievelijk negenliter motor. Ze waren geen succes, en het management van Pipe besloot vanaf 1922 alleen nog vrachtauto's te produceren. In 1930 legden de gebroeders Goldschmidt hun functie neer, en in 1931 werd Pipe overgenomen door Brossel, dat Pipe onderbracht in de Bovy-Pipe divisie voor lichte vrachtauto's. Tot 1950 werden Bovy-Pipe vrachtauto's geproduceerd.
- Virtual International Authority File: 130557896